# Zimska kolobarnica
Zimska kolobarnica (znanstveno ime Tricholoma portentosum) je gliva iz rodu kolobarnic (Tricholoma). V Sloveniji je znana tudi pod različnimi domačimi imeni, kot sta sivka in snežka.

## Značilnosti
Klobuk ima premer od 3 do 10 cm. Površina je siva do temno siva z rumenkastimi odtenki in z značilnimi črnkastimi radialno vdelanimi vlakni. Sprva je stožčasto izbočen, kasneje sploščen, z valovitimi robovi in s topo grbico na sredini. V vlagi je rahlo spolzka.
Lističi so najprej beli, nato sivkasti. Srednje gosti, tanki in zarezano pripeti na bet, tako da ob njemu tvorijo kolobar.
Bet je visok od 5 do 10 cm in debel 2 cm. Je valjast, poln, gladek, sijoč. Površina je belkasta z rumenkastim ali sivkastim odtenkom, v starosti včasih rumenkasto zelena.
Meso je belo, pod kožico klobuka plavkasto. Ob pritisku ne spremeni barve. Okus je blag, sladek in po oreščkih, z vonjem po moki.

## Razširjenost in življenjski prostor
Je široko razširjena po Evropi in Severni Ameriki in občasnimi poročili o najdbah v Aziji.
Raste od oktobra do decembra v borovih gozdovih z veliko lišaji in mahovi. Ponekod so pogoste in rastejo v velikem število. Včasih rastejo na istih rastisčih kot zelenkasta kolobarnica (Tricholoma equestre).

## Mikroskopske značilnosti
Trosni odtis je bele barve. Trosi so jajčasti, gladki, brezbarvni in merijo 5–6 x 4–5 μm.

## Podobne vrste
- prstena kolobarnica (Tricholoma terreum) ima rahlo luskast klobuk in prsteno sivkaste lističe
- milnata kolobarnica (Tricholoma saponaceum) ima neprijeten vonj po pralnem milu
- vretenasta kolobarnica (Tricholoma sejunctum) ima olivnozelen do rjavkast klobuk in zasukan bet
- poprhnjena livka (Clitocybe nebularis) ima lističe, ki so poraščeni navzdol po betu

## Uporabnost
Užitna.